# 서울특별시의 축구
서울특별시의 축구 전반에 관한 문서이다.

## 역사
서울특별시에서 축구는 가장 인기 있는 스포츠중의 하나이며 대한민국 전국 도시들 중에서 가장 오래된 역사와 많은 저변을 자랑하고 있다.

### 초창기 (1882–1949)
영국을 모태로 하는 근대 축구가 한국에 전파된 것은 1882년 6월 (고종 19년) 인천항에 상륙한 영국 군함 플라잉피쉬호의 승무원들을 통해서인 것으로 전해지지만 정식 축구의 보급은 1904년 관립한성외국어학교에서 체육 과목의 하나로서 채택하면서부터이며 대한한국 최초의 공개 축구 경기 역시 1905년 6월 10일 서울 훈련원(오늘날의 동대문운동장)에서 열린 대한체육구락부와 황성기독청년회간의 시합으로 기록되어 있다.
1902년 서울에 위치한 배재학당에서 축구반이 (현 배재고등학교 축구부) 생겼고 일제강점기에는 경성 축구단 등이 서울 지역의 축구 부흥을 이끌었다.

### 실업 축구 시대 (1950–1982)
해방 이후 1950년대 당시 국내 최강 육군 특무부대 축구단이 전국도시대항축구대회와 전국체육대회 등에서 서울 대표 축구팀으로 활동하였으며서울축구구락부 혹은 서울구락부라는 구단명칭을 사용히며 서울 지역의 클럽 축구를 이끌었다.
한편 1957년 9월 이스라엘의 하포엘 텔아비브 FC가 방문하여 동대문운동장에서 친선경기를 가졌으며 이는 외국 축구 클럽으로서는 최초의 방한이었다. 또한 1961년 4월에는 브라질 마두레이라 클럽이 브라질 프로축구 클럽으로는 최초로 대한민국을 방문하여 효창운동장에서 친선경기를 가졌으며이렇게 수많은 외국팀 방한 경기가 서울에서 개최되었다.
또한 1980년대 이전 실업축구 대부분의 클럽들이 서울을 근거지로 하였으며 또한 대회들도 대부분 서울에서 개최되며 한국 축구의 중심 도시로 그 위치를 공고히 했으며동대문운동장, 잠실종합운동장, 서울월드컵경기장은 대한민국 축구 국가대표팀의 중요 홈경기를 개최하여 한국 축구의 성지라는 영예를 얻어왔으며 한국 프로축구가 출범한 이래 동대문운동장, 잠실종합운동장, 목동주경기장에서 많은 프로축구 경기가 개최되었다.

### 프로 축구 출범 (1983–1995)
1983년 5월 9일 한국 프로축구가 동대문운동장에서 개막전을 가지고 출범하였고 유공 코끼리 (현 제주 유나이티드가  서울, 인천, 경기 연고지로 참가하였다. 그 후 1989년 일화 천마 (현 성남 FC, 1990년 럭키금성 황소 (현 FC 서울), 1991년 유공 코끼리 (현 제주 유나이티드가  서울 연고로 하면서 서울 연고 3개 구단 시대가 1995년까지 지속되었다.

### 서울 연고 공동화 정책에 따른 암흑기 (1996–2003)
그러나 2002년 FIFA 월드컵 유치를 위한 지방 축구 활성화라는 대의명분으로 대한민국 정부와 한국프로축구연맹은 1996년 서울 연고 공동화 정책을 강제시행하여 기존의 서울 연고 프로축구단들인 일화 천마, LG 치타스가, 유공 코끼리 이렇게 세 개 구단 모두 구단과 서울 축구팬들의 반대에도 불구하고 각각 강제 연고지 이전을 당하여 8년간 K리그에 서울 연고 프로축구단이 없던 암흑기도 있었다. (부천 SK가 부천을 연고지로 하였지만 1996년도부터 2000년까지 서울 목동 운동장에서 홈경기를 개최하였으며 K2 리그에 2003년까지 서울시청 축구단이 존재하였음.)

### K리그 서울 연고 구단 시대의 재개막 (2004–현재)
하지만 2004년 FC 서울의 서울 재입성과 함께 각급 리그에서 서울 연고 축구단들이 창단되었으며 2014년 서울 이랜드 FC가 창단이 되어 현재 4개의 남자 축구단과 1개의 여자 축구단이 존재하고 있으며 한국프로축구연맹은 더욱더 많은 프로축구단을 서울 연고지로 창단하여 K리그 부흥을 도모할 계획이다.

## 저변 현황

### 학원축구
남자축구
- 초등학교 43개
- 중학교 41개
- 고등학교 29개

경신고등학교, 문일고등학교, 보인고등학교, 상문고등학교, 서울체육고등학교, 숭실고등학교, 여의도고등학교, 인창고등학교, 재현고등학교, 동북고등학교, 오산고등학교, 가락고등학교, 남강고등학교, 대동세무고등학교, 배재고등학교, 언남고등학교, 영등포공업고등학교, 장훈고등학교, 중앙고등학교, 중앙대학교 사범대학 부속고등학교, 경희고등학교, 광운전자공업고등학교, 동국대학교 사범대학 부속고등학교, 대신고등학교, 서울공업고등학교, 용문고등학교, 중경고등학교, 중동고등학교, 한양공업고등학교
- 대학교 14개

건국대학교, 경희대학교, 고려대학교, 광운대학교, 동국대학교, 명지대학교, 서울대학교, 성균관대학교, 세종대학교, 숭실대학교, 연세대학교, 중앙대학교, 한양대학교, 홍익대학교
여자축구
- 초등학교 1개
- 중학교 1개
- 고등학교 1개

동산정보산업고등학교
- 대학교 1개

한양여자대학교
생활축구
- 서울시축구연합: (1107클럽, 8765명)
- 생활체육클럽: (568클럽, 32284명) / 아마클럽: (177클럽, 622명) / 직장클럽: (134클럽, 1904명)
- 유소년클럽: (13클럽,102명) / 중학클럽: (20클럽, 91명) / 고등클럽 : (14클럽, 90명) / 대학클럽: (111클럽, 2874명)
- 여성클럽 : (24클럽, 665명)

## 클럽
서울은 오랜 축구 역사를 가진 도시로 서울을 연고로 한 경성축구단이 당시 일왕배 전일본 축구 선수권 대회에 참가하여 우승한 기록이 있으며, 그 밖에도 프로와 아마추어를 망라한 다음과 같은 축구단들이 존재해 왔었다.

### 현재 클럽
- 남자 축구

| 디비전 | 리그   | 클럽                 | 홈구장                                                              | 기간                                |
| ------ | ------ | -------------------- | ------------------------------------------------------------------- | ----------------------------------- |
| 1부    | K리그1 | FC 서울              | 강북 - 동대문운동장 강북 - 서울월드컵경기장                         | 1990–1995 2004–현재                 |
| 2부    | K리그2 | 서울 이랜드 FC       | 강남 - 서울올림픽주경기장                                           | 2015–현재                           |
| 4부    | K4리그 | 서울 중랑 축구단     | 강북 - 중랑구립잔디운동장                                           | 2012–현재                           |
| 4부    | K4리그 | 서울 노원 유나이티드 | 강남 - 서울올림픽주경기장 강북 - 효창운동장 강북 - 노원마들스타디움 | 2007–2009, 2012 2009–2010 2011–현재 |

- 여자 축구

| 리그   | 클럽                 | 홈구장                           | 기간      |
| ------ | -------------------- | -------------------------------- | --------- |
| WK리그 | 서울시청 여자 축구단 | 효창운동장, 서울올림픽보조경기장 | 2004–현재 |

### 과거 클럽
- 대한민국 프로축구 K리그에 실질적으로 공식 지역 연고제가 시행된 해는 1987 시즌부터이고 원년인 1983 시즌부터 1986 시즌까지는 전구단들이 연고지를 가지고 있었지만 홈 앤드 어웨이 리그 시스템이 아니고 전국 여러 도시들을 모든 클럽들이 방문하여 한 경기장에서 해당 라운드 경기들을 모두 소화하는 방식이었다.

- 1984 시즌 슈퍼리그에 신생구단 현대 호랑이와 럭키금성 황소가 리그에 참가하면서 기존 연고지 배분에 일부 조정을 하게 된다. 할렐루야의 강원+충남+충북의 연고지를 분할하여 할렐루야는 강원 연고 클럽, 럭키금성이 충남+충북 연고 클럽이 되었다. 그리고 유공의 서울+인천+경기의 연고지를 분할하여 유공은 서울 연고 클럽, 현대는 인천+경기연고 클럽이 되었다.[16]

| 클럽                       | 홈구장                       | 기간         | 비고 |
| -------------------------- | ---------------------------- | ------------ | --- |
| 불교청년회                 | 보성학교 운동장              | 1917–1925    | 조선축구단의 전신 평양의 무오축구단과 라이벌 관계 1922, 1923년 전조선축구대회(현 FA컵의 전신) 연속 우승 |
| 건강구락부                 | 보성학교 운동장              | 1918–?       | 1920년대 서울을 기반으로 하는 축구클럽들의 모체가 된 팀 1924년 전조선축구대회 우승 |
| 조선축구단                 | 경성운동장 (현 동대문운동장) | 1925–1935    | 불교청년회를 전신으로 하는 성인축구단 1925년, 1933년 전조선축구대회 우승 |
| 경성 축구단[1]             | 경성운동장 (현 동대문운동장) | 1933–1953    | 서울을 기반으로 하여 설립된 축구단 기존 조선축구단 및 연희전문, 보성전문 등에서 활약하던 선수들을 스카우트 함 1936년 전조선축구대회 우승                                                                      |
| 특무대 축구단              | 경성운동장 (현 동대문운동장) | 1951–1965    | 당시 군 축구단 중 서울 대표로 활동한 군 축구단 서울축구구락부라는 명칭을 사용했음 1957년, 1959년 전국축구선수권대회 우승 1952년, 1953년, 1956년, 1957년, 1959년, 1961년 대통령배 전국축구대회 우승            |
| 서울시청 축구단            | 목동주경기장                 | 1976–2003    | 서울시청 소속 실업축구단으로 전국실업축구연맹전에서 통산 5회 우승(1978 춘계, 1980 춘계, 1985 추계, 1988 춘계, 1989 후기)과 FA컵의 전신인 전국축구선수권대회에서 통산 3회 우승(1980, 1982, 1986)을 기록하였다  |
| 유공 코끼리                | 동대문운동장                 | 1983         | 1983년 슈퍼리그 원년 당시 서울+인천+경기 광역 연고지로 출범하여 한국프로축구 사상 최초의 서울을 연고로 출범한 프로축구단 기록을 보유                                                                          |
| 유공 코끼리                | 동대문운동장                 | 1984–1986    | 1984–1986년 인천+경기를 신생구단 현대 호랑이가 가져가고 서울을 단일 연고지로 하였지만 당시는 실제로 연고지에서 경기를 하지 않고 투어 경기 방식이었다.                                                         |
| 일화 천마                  | 동대문운동장                 | 1989–1995[2] | K리그 사상 최초의 서울을 단일 연고지로 출범한 프로축구단 기록 보유 |
| 럭키금성 황소 LG 치타스[3] | 동대문운동장                 | 1990–1995[2] | 1983년 창단 당시 서울 연고지를 희망했지만대한축구협회 수퍼리그위원회가 이를 받아들이지 않아 충청도를 연고지로 출범했다가 1990년 서울로 연고이전을 하였다. 서울 연고 프로축구단 중 최초의 K리그 우승 기록 보유 |
| 유공 코끼리                | 동대문운동장                 | 1991–1995[2] | 1987년부터 서울을 제외한 인천+경기를 연고로 했다가 1991년 다시 서울로 연고 이전하였다. |
| 서울 파발 FC               | 은평구립구장                 | 2007–2008    | 은평청구성심병원이라는 명칭으로 출범한 챌린저스리그 원년 클럽으로 2008년에 서울 파발 FC로 명칭을 변경했으나 선수들이 승부조작에 연루되어 클럽이 해체되었다.                                                   |
| 험멜 축구단                | 마들스타디움                 | 2008–2009    | 2010 시즌부터 내셔널리그연맹 규정상 인조잔디구장의 사용이 더 이상 불가하여 연고지를 이전하였다. |
| 서울 FC 마르티스           | 강북구민운동장               | 2009–2015    | K3리그에서 퇴출됐다. 2016시즌은 풋살대회에 참가할 예정이다. |

[1]
경성축구단은 해방 후 서울 축구단으로 공식명칭을 변경하였다.

[2]
1996년 기존 서울 연고 프로축구단인 일화 천마, LG 치타스, 유공 코끼리 이 3개 구단은 한국프로축구연맹의 서울 연고 공동화 정책에 의해 강제 연고 이전을 하게 되었다.

[3]
FC 서울의 경우 서울 연고 시절인 1990–1995시즌, 2004–현재시즌의 기록만 포함한다

## 지역리그
- K5리그 서울
- K6리그 서울
- K7리그 서울

## 성적
※ FC 서울은 서울 연고 시절인 1990–1995시즌, 2004–현재 / 일화 천마 (현 성남 FC)는 서울 연고 시절인 1989–1995시즌 / 유공 코끼리 (현 제주 유나이티드는 서울 연고 시절인 1991–1995시즌 성적만 기재

※ 리그 디비전은 우승 당시 기준으로 기재

### 국내 대회
- 리그 타이틀

| 디비전 | 리그               | 클럽                 | 우승                                                      | 준우승         |
| ------ | ------------------ | -------------------- | --------------------------------------------------------- | -------------- |
| 1부    | K리그1             | FC 서울              | 4 (1990, 2010, 2012, 2016)                                | 2 (1993, 2008) |
| 1부    | K리그1             | 일화 천마            | 3 (1993, 1994, 1995)                                      | 1 (1992)       |
| 1부    | K리그1             | 유공 코끼리          | 0                                                         | 1 (1994)       |
| 2부    | 전국실업축구연맹전 | 서울시청 축구단      | 5 (1978 춘계, 1980 춘계, 1985 추계, 1988 춘계, 1989 후기) | 1 (1978 추계)  |
| 3부    | K3리그             | 서울 노원 유나이티드 | 1 (2007)                                                  | 0              |

- 리그컵

| 클럽      | 우승           | 준우승               |
| --------- | -------------- | -------------------- |
| FC 서울   | 2 (2006, 2010) | 3 (1992, 1994, 2007) |
| 일화 천마 | 1 (1992)       | 1 (1994)             |

- FA컵

| 리그   | 클럽    | 우승     | 준우승         |
| ------ | ------- | -------- | -------------- |
| K리그1 | FC 서울 | 1 (2015) | 2 (2014, 2016) |

- 전국축구선수권대회

| 클럽     | 우승                 | 준우승 |
| -------- | -------------------- | ------ |
| 서울시청 | 3 (1980, 1982, 1986) | 0      |

### 국제 대회
- AFC 챔피언스리그

| 클럽      | 우승     | 준우승   |
| --------- | -------- | -------- |
| 일화 천마 | 1 (1995) | 0        |
| FC 서울   | 0        | 1 (2013) |

### 여자 축구 국내 대회
| 디비전 | 리그   | 클럽                 | 우승 | 준우승   |
| ------ | ------ | -------------------- | ---- | -------- |
| 1부    | WK리그 | 서울시청 여자 축구단 | 0    | 1 (2013) |

## 서울 더비
서울 더비의 역사는 일제강점기까지 거슬러 올라간다. 가장 대표적인 것은 연희전문학교(현 연세대학교)와 보성전문학교(현 고려대학교)와의 라이벌전으로 1927년 전조선축구대회 준결승에서 만난 것으로부터 시작하며, 지금도 양교는 정기적인 교류전을 가지고 있다. 한편 학원축구가 아닌 성인 축구에서도 서울 더비가 있었는데, 1933년 전조선축구대회 결승에서 조선축구단과 경성축구단이 우승을 다투었던 것이 바로 그 대표적 예이다. 특히 이 경기는 보성전문(현 고려대학교) 출신이자 조선축구단 소속인 김원겸과, 연희전문(현 연세대학교) 출신이자 경성축구단 소속인 이영민의 대결로도 주목을 끌었다.

### 서울 동대문 더비
하지만 프로야구 초창기인 1980년대부터 서울 연고지를 황금시장으로 인식하고 서울에 2개 구단이 병립, 경쟁하면서 더비 경기를 펼치면 야구산업이 더 발전할 것으로 예상한 야구계와달리 축구계는 1990년대에도 서울 연고지의 시장성을 인식하고 더비를 흥행 요소로 활용하여 K리그 파이와 축구산업을 키울 생각을 하지 못 하였고 지금도 이런 분위기가 남아있지만 축구 국가대표팀의 FIFA 월드컵 본선 진출 등 국제대회 성적에만 몰두하고 국내 프로축구 활성화는 항상 뒷전인 상황이었다.
거기에 당시 프로축구가 전반적으로 인기가 없던 상황이었고, 3개 구단들이 1996년 서울 연고 공동화 정책으로 지방으로 이전하기까지 서울을 연고로 했던 기간이 각각 일화가 7년, LG가 6년, 유공이 5년으로 연고 정착 단계였으며, 인터넷이 없던 시절이라 홍보/마케팅 수단의 한계 그리고 지금처럼 K리그에서 더비 협약식 혹은 동일 연고지 구단들은 유럽과 남미 등에서 피 튀기게 라이벌전을 한다고 하니 흥행을 위해 우리도 이렇게 해야 한다면서 인위적인 더비 만들기 분위기가 없었기 때문에 동대문 더비는 대중적으로 크게 주목을 받지 못했다.
그래도 서울 동대문 더비 중 K리그 역사에 의미있고 관심을 끌었던 경기들이 있는데 첫번째가 1992년 리그컵 결승전으로 일화 천마와 LG 치타스 이렇게 두 구단이 서울 연고 구단 라이벌의 자존심을 걸고 충돌한 경기로한국 프로축구 K리그 사상 최초로 타이틀이 걸린 결승전에서 한 도시를 동일한 연고지로 하는 두 구단이 격돌한 더비 매치로 역사적 의의가 깊다.
또한 1994년 11월 9일에 개최된 일화 천마와 유공 코끼리와의 정규리그 경기 역시 서울 연고지를 하는 두 라이벌 구단이 K리그 우승 향방을 가르는 혈전을 펼칠것으로 예상 되면서 경기 전부터 화제가 되었다.또한 이런 더비 요소 이외에도 구소련 일화 천마의 전설적인 골키퍼 사리체프와 이에 대응하기 위해 유공 코끼리에서 데려온 역시 레프 야신 클럽과 러시아 국가대표 출신의 1993년 올해의 러시아 골키퍼상을 수상한 샤샤(본명 알렉산드르 포드쉬발로프) 골키퍼와의 대결로도 화제를 모았으며 평일 3시 경기임에도 불구하고 10,000여명의 관중이 들어왔다.이 경기에서 유공 코끼리는 일화의 자책골, 허기태 선수의 추가골과 고정운의 페널티킥을 비롯한 결정적 슈팅을 여러차례 선방하며 기대에 부응한 샤샤의 대활약에힘입어 2:0으로 일화 천마를 제압하였다. 이 경기 결과 유공 코끼리는 마지막 한경기만을 남겨둔채로 승점 1점차로 일화 천마를 바싹 뒤쫓아 역전 우승의 실날같은 희망을 이어갈 수 있었다.
한편 LG 치타스와 유공 코끼리 역시 이 기간 중 라이벌 관계를 형성하여이렇게 3개의 서울 더비 매치가 진행되었으나 1995년 10월 25일 일화 천마와 LG 치타스의 경기를 마지막으로 1996년 서울 연고 공동화 정책으로 서울 연고 프로축구단들이 사라진 후 서울 더비의 명맥이 끊겼다.

#### 일화 천마 vs LG 치타스 전적 (1990–1995)
※ 한국프로축구연맹이 비공식경기(이벤트경기)로 간주하고 있는 1992 리그컵 챔피언결정전 2경기의 기록은 포함하지 않았다.
| 대회       | 경기 수 | 일화 천마 승 | 무승부 | LG 치타스 승 | 일화 천마 득점 | LG 치타스 득점 |
| ---------- | ------- | ------------ | ------ | ------------ | -------------- | -------------- |
| K리그1     | 35      | 12           | 12     | 11           | 47             | 44             |
| 리그컵     | 5       | 2            | 1      | 2            | 5              | 6              |
| K리그 통산 | 40      | 14           | 13     | 13           | 52             | 50             |

#### 일화 천마 vs 유공 코끼리 전적 (1991–1995)
| 대회       | 경기 수 | 일화 천마 승 | 무승부 | 유공 코끼리 승 | 일화 천마 득점 | 유공 코끼리 득점 |
| ---------- | ------- | ------------ | ------ | -------------- | -------------- | ---------------- |
| K리그1     | 29      | 13           | 13     | 3              | 36             | 25               |
| 리그컵     | 5       | 2            | 2      | 1              | 5              | 4                |
| K리그 통산 | 34      | 15           | 15     | 4              | 41             | 29               |

#### LG 치타스 vs 유공 코끼리 전적 (1991–1995)
| 대회       | 경기 수 | LG 치타스 승 | 무승부 | 유공 코끼리 승 | LG 치타스 득점 | 유공 코끼리 득점 |
| ---------- | ------- | ------------ | ------ | -------------- | -------------- | ---------------- |
| K리그1     | 29      | 9            | 11     | 9              | 32             | 33               |
| 리그컵     | 5       | 2            | 1      | 2              | 8              | 5                |
| K리그 통산 | 34      | 11           | 12     | 11             | 40             | 38               |

### 서울 강남북 더비

#### FC 서울 vs 서울 이랜드 FC
2014년 4월 14일 이랜드 그룹이 서울을 연고지로 하는 프로축구단의 창단을 발표하였고 2015년부터 서울 이랜드 FC라는 구단으로 2부 리그인 K리그2에 합류하였다.
기존의 FC 서울과 서울 이랜드 FC가 K리그의 같은 디비전에서 경쟁할 경우 1995년 이래로 서울특별시를 연고지 하는 프로축구단간의 서울 더비가 K리그에서 다시 펼쳐질 예정이다.

한편 K리그보다 먼저 2021년 FA컵 3라운드에서 FC 서울과 서울 이랜드 FC가 만나게 되면서 FA컵 무대에서 1995년 이후 26년만에 서울 연고 프로축구단들끼리의 서울 더비가 부활하였고 서울 이랜드 FC가 레안드로의 결승골로 1대0으로 승리하였다.

### 하부 리그 서울 더비
K3리그 시절 서울 유나이티드, 서울 파발 FC (해체), 서울 FC 마르티스 (탈퇴) 이렇게 서울 연고 3개팀들간의 서울 더비가 과거 벌어졌다.
참고로 2009년 서울 유나이티드와 K리그 클럽 FC 서울 2군 사이의 연습 경기가 개최된 적이 있다.
현재는 K4리그에서 서울 노원 유나이티드와 서울 중랑 축구단과의 서울 더비가 벌어지고 있다.

## 서울 연고 구단 확대 가능성
2011년부터 한국프로축구연맹에 정몽규 총재 취임 공약으로 서울 제2 연고 구단 창설등 여러 노력을 기울이고 있으며 향후 야구 인기를 따라잡기 위한 핵심 방책 중 하나로 서울에 4-5개의 서울 연고 구단 창설을 목표로 하고 있으며한국프로축구연맹 2013년 7월  1일향후 10년간의 프로축구 발전 청사진인 ‘비욘드(Beyond) 11에서 우선 서울 연고팀을 3개까지 확대 방안을 다시 한번 천명하였으며서울특별시 차원에서도 서울올림픽주경기장 잔디와 라커룸을 보수하는 등 리모델링을 하며 서울 연고 구단 유치 가능성을 타진하였다.
이러한 일련의 움직임 이 후 2014년 4월 14일 이랜드 그룹이 2015시즌부터 K리그2를 목표로 서울올림픽주경기장을 홈으로 하는 서울 연고 구단 창단을 발표하였고 2016시즌부터 참여하였다.
한편 2012년까지 서울 연고 프로축구단이 되려면 신생 구단의 경우 리그가입비 10억 원, 축구발전기금 30억 원, 서울 연고 입성 권리금 75억 원 (서울 월드컵 경기장을 홈구장으로 사용하지 않는 경우도 적용됨) 총 115억 원
이라는 거액을 지불해야 했지만 2013년부터 축구발전기금은 없어지고 리그가입비만 5억원 내는 것으로 변경되었으며 서울 연고 입성 권리금은 서울월드컵경기장 사용 구단만 적용되는 것인지 아니면 아예 축구계에서 포기를 하고 앞으로 서울입성금 자체가 없어진 것인지 아직 명확하게 발표된 것은 없다.

## 서울 연고 구단과 타도시 연고 구단과의 더비

### 경평대항축구전
경평대항축구전은 일제강점기 동안 경성 축구단과 평양 축구단와 간의 더비이다.

### 슈퍼매치
슈퍼매치는 K리그의 FC 서울과 수원 삼성 블루윙즈와 간의 더비이다.

### 경인 더비
경인 더비는 K리그의 FC 서울과 인천 유나이티드와 간의 더비이다.

## 축구 시설
서울에는 다음과 같은 국제 경기를 치를 수 있는 축구전용구장과 종합운동장이 있다.
- 서울월드컵경기장
- 서울올림픽주경기장
- 목동운동장
- 효창운동장
- 동대문운동장(동대문디자인플라자&파크 조성으로 철거)

## 유명 축구인

### 서울 출신
- 이영진: FC 서울의 전신인 럭키금성 황소와 LG 치타스에서만 선수 생활을 하였고 FC 서울에서 2009년까지 코치로 활동하였다.
- 윤상철: FC 서울의 전신인 서울 연고의 LG 치타스 선수 시절 동대문운동장에서 세 번의 해트트릭을 기록하여, '동대문의 사나이'라는 별명이 붙기도 하였으며[33]
첫 번째 K리그 통산 100호골의 주인공이다. 현재 평택 시민축구단의 대표이사를 맡고 있다.
- 홍명보: 대한민국이 배출한 세계적인 축구 선수이다. 2012년 대한민국 올림픽 축구 국가대표팀 감독을 맡아 대한민국 사상 최초 올림픽 동메달이라는 쾌거를 이룩하였다.
- 유상철: 울산 현대 호랑이 소속으로 많은 경기를 뛰었으며, 1998년에는 득점왕에 올랐고, 대한민국에서 4번째로 센추리 클럽에 가입하였다.
- 김은중: 2004년부터 FC 서울에 소속된 기간 중 많은 골을 넣었다.
- 조원희: 서울특별시 태생으로 서울 이랜드 FC의 창단 멤버이다.
- 이청용: 서울특별시 도봉구 태생으로 FC 서울을 거쳐 볼턴 원더러스로 이적하였으며, 대한민국 축구 국가대표팀에서 주전으로 뛰고 있다.

### 비서울 출신
- 박종환: 서울시청과 서울 연고 당시의 일화 천마 구단의 초대 감독으로 재임하면서 많은 우승을 기록하였다.
- 셰놀 귀네슈: 터키 출신으로 FC 서울의 감독 재임 기간 중 2008년 K리그 준우승을 기록하였으며 이청용과 기성용 등 젊은 선수들을 발굴, 성장시켜 한국 축구 발전에 기여하였다.
- 최용수: 1994년 FC 서울의 전신인 서울 연고의 LG 치타스 시절 데뷔하여 2006년 FC 서울에서 은퇴하였다. 그 후 FC 서울에서 코치부터 감독까지 역임하였다.
- 아디: 브라질 출신으로 2006시즌부터 2013시즌까지 FC 서울에서 활약했으며 2014시즌부터 FC 서울의 코치를 역임했다.
- 오스마르: 스페인 출신으로 2014시즌부터 FC 서울에서 활약했다. 2016시즌에는 FC 서울 창단 이후 첫 외국인 주장에 선임되었다.

## 축구 기관
서울특별시 종로구 신문로 2가 축구회관에는 대한축구협회와 한국프로축구연맹이 있으며 산하기관인 서울특별시 축구협회가 있다.

## 대회
서울특별시장기 축구대회를 비롯하여 수많은 축구대회가 개최되고 있다.

## 같이 보기
- 경성 축구단
- FC 서울
- 서울 이랜드 FC
- 서울시청 축구단
- 서울시청 여자 축구단
- 서울 유나이티드
- 서울 중랑 축구단
- K리그 연고지
- 서울 연고 공동화 정책
- K리그1
- K리그2
- K3리그
- WK리그